# Conilera menziesi
Conilera menziesi is een pissebed uit de familie Cirolanidae. De wetenschappelijke naam van de soort is voor het eerst geldig gepubliceerd in 1998 door George & Longerbeam.